# Mravenec potulný
Mravenec potulný (Tapinoma erraticum Latreille) je mravenec z podčeledi Dolichoderinae.

## Popis
Drobný, tmavě hnědý mravenec. Dělnice jsou velké 2 až 4 mm, královny 4 až 5 mm.
Doba rojení : Květen

## Kolonie
Mravenec potulný vytváří početné polygynní kolonie. Buduje si mělká hnízda v zemi.

## Rozšíření
Mravenec je rozšířen po celé střední a jižní Evropě, od hor jižní Itálie až po severní Německo, vyskytuje se v pobřežních oblastech jižní Anglie a na švédských ostrovech Gotland a Öland, dále je rozšířen v Turecku, na Středním východě a ve Střední Asii.

## Stanoviště
Vyhledává suchá a slunná místa. V průběhu sezony mění stanoviště.